# Јошаница (Фоча)
Јошаница је насељено мјесто у општини Фоча, Република Српска, БиХ. Према подацима пописа становништва 2013. године, у насељу је живјело 106 становника.

## Историја
Јединице АРБиХ којима је командовао Заим Имамовић су у зору на Никољдан 19. децембра 1992. из правца Горажда напале сва јошаничка села и засеоке. Током напада убијено је 56 српских цивила и војника (32 мушкарца, 21 жена и 3 дјеце). Од укупно 56 страдалих, 37 цивила је масакрирано на кућним праговима, од чега троје дјеце. О овом догађају је писао Тајмс (сеп. 1993) и Би-Би-Си.

## Споменик
Споменик је посвећен сјећању на 56 Срба који су убијени 19. децембра 1992. На споменику се налазе имена страдалих. Налази се у јошаничком засеоку Хоџићи.

## Становништво
| Демографија | Демографија | Демографија |
| Година      | Становника  | Становника  |
| ----------- | ----------- | ----------- |
| 1961.       | 104         |             |
| 1971.       | 399         |             |
| 1981.       | 345         |             |
| 1991.       | 327         |             |
| 2013.       | 106         |             |

### Презимена
- Грујичић[3]
- Ђорђевић[3]
- Лаловић[3]
- Благојевић[3]
- Вишњић[3]
- Ивановић[3]
- Јегдић[3]
- Брђанин[3]
- Вуковић[3]
- Давидовић[3]
- Дрињак[3]
- Кулић[3]
- Мићевић[3]
- Матовић[3]
- Пљеваљчић[3]
- Пејовић[3]
- Савић[3]
- Шкипина[3]
- Шаровић[3]